# Joseph Deane
Joseph Deane (1674-1715) est un homme politique et juge irlandais qui devient le baron en chef de l'échiquier irlandais. On croyait généralement que sa mort soudaine et prématurée était due à un frisson surpris en regardant une éclipse du soleil. 

## Biographie
Il est né à Crumlin, Dublin, fils de Joseph Deane (de Deanehill, comté de Meath ) et de son épouse Elizabeth Parker, fille de John Parker (évêque) (en), archevêque de Dublin, et de son épouse Mary Clarke. Son grand-père, le major Joseph Deane, est un proche collaborateur d'Oliver Cromwell et un cousin de Richard Deane, le régicide. Pour ses services rendus à Cromwell, le major reçoit d'importantes concessions de terres dans cinq comtés. Lors de la restauration de Charles II, il parvient à conserver une grande partie de ses biens, notamment Crumlin et Terenure. Alors que le frère du juge, Edward, hérite de la plupart des domaines Deane, notamment Terenure, Joseph hérite du domaine Crumlin. Il est également propriétaire d'un manoir à Old Leighlin, dans le comté de Carlow, qu'il vend ensuite à l'évêque local, Bartholomew Vigors. L'évêque à son tour le lègue à ses successeurs à perpétuité. 

## Carrière
Deane s'inscrit à l'Université de Dublin en 1689 et entre au Gray's Inn en 1694. 
Il est admis au barreau et siège à la Chambre des communes irlandaise de 1703 à 1714 en tant que député du comté de Dublin. Il bénéficie de l'amitié du puissant William King, archevêque de Dublin, qui le recommande à la Couronne britannique en tant qu'homme de bon sens, de connaissance du droit, d'honnêteté et de bonne humeur. Deane est nommé conseiller privé et, avec l'avènement du roi George Ier il devient le baron en chef irlandais. 
À peine huit mois après son entrée en fonction, Deane meurt subitement en mai 1715, juste après son retour de ses premières assises. Selon la croyance populaire, comme le rapporte son ami l'archevêque King, sa mort est due au froid qui régnait en regardant l'éclipse solaire du 3 mai 1715, alors que le temps était exceptionnellement froid et humide pour le mois de mai . Elrington Ball affirme plus prosaïquement que sa mort est probablement due à la goutte . Il est enterré dans la cathédrale Saint-Patrick, à Dublin. 

## Famille
Deane épouse Margaret Boyle, fille du colonel Henry Boyle et de Lady Mary O'Brien, et sœur de Henry Boyle (1er comte de Shannon). Leur fils unique meurt jeune et le domaine du juge passe à ses cinq filles, toutes mariées dans l'aristocratie  : 
- Elizabeth, mariée à Hayes St. Leger, 4e vicomte Doneraile
- Barbara, qui épouse Arthur Hill-Trevor (1er vicomte Dungannon), mais est décédée jeune, sans descendance
- Mary, qui épouse John Bourke (1er comte de Mayo)
- Catherine, mariée à John Lysaght (1er baron Lisle)
- Margaret, qui épouse John FitzGerald, 15e chevalier de Kerry